# Famille du Fayet de La Tour
La famille du Fayet de La Tour est une famille subsistante de la noblesse française issue de l'ancienne noblesse d'Auvergne.

## Histoire
La famille du Fayet semble originaire de la commune de Trizac, « sur le territoire de laquelle il existe encore les ruines d'une vieille tour appelée la tour du Fayet ».
Géraud du Fayet, seigneur de la Borie, à partir duquel la filiation est régulièrement établie, est qualifié damoiseau dans un acte de 1416. Il acquiert en 1421 dans la paroisse d'Anglards-de-Salers le fief de Fournols pour lequel il rend hommage en 1425 à Guy de Montclar. Il est mentionné dans un acte de 1435 avec sa femme, Marguerite de Combes, qui apparait veuve en 1461.
Il a, entre autres enfants, deux fils, Géraud II et Guillaume, trésorier du monastère de Mauriac en 1472.
C'est avec Géraud II du Fayet que le lien est établi avec la commune de Saint-Vincent-de-Salers.

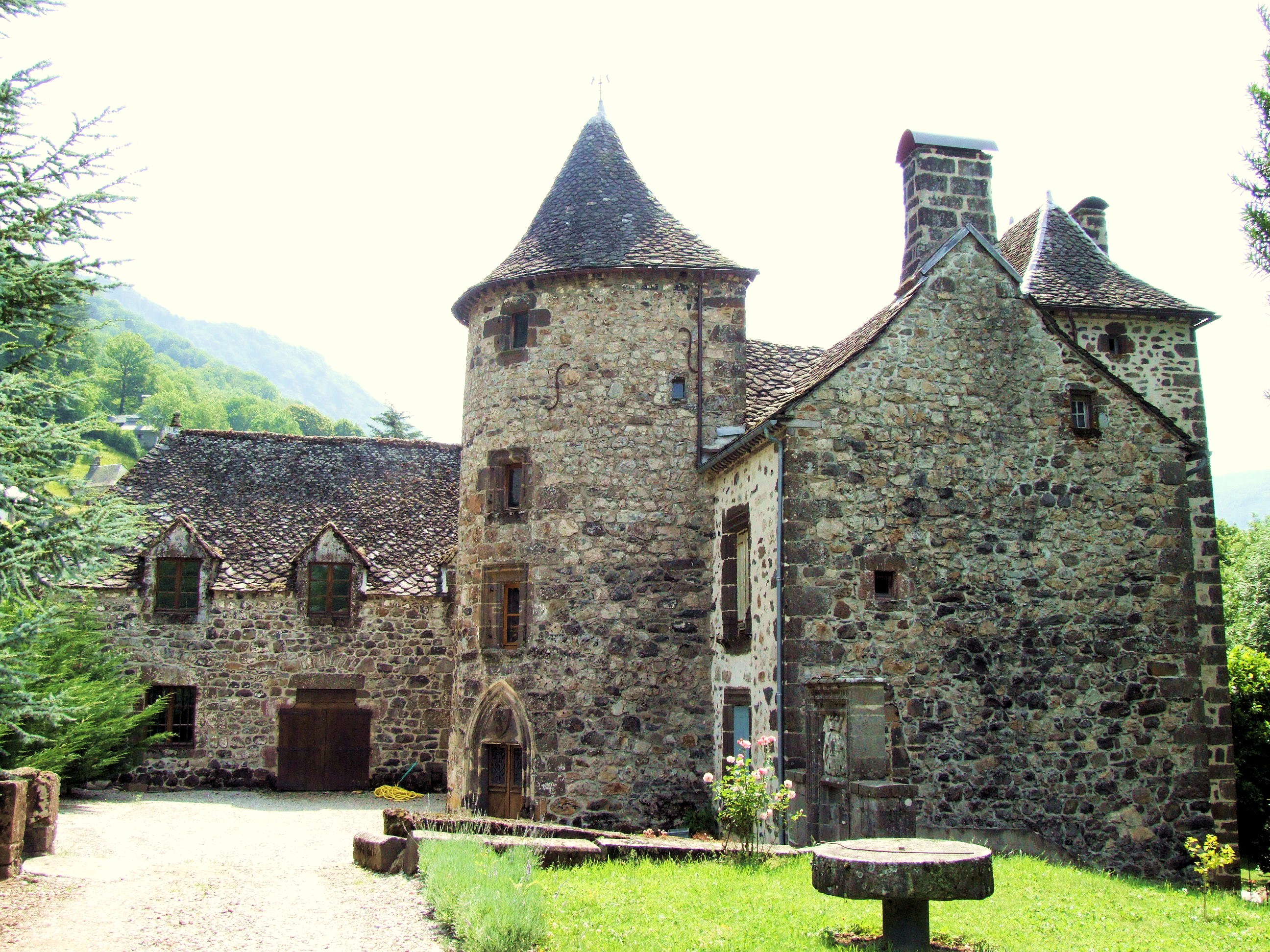
Château de la Borie.

Géraud II du Fayet est qualifié noble homme et damoiseau dans un acte de 1464. Il réside dans la paroisse de Saint-Vincent au château de la Borie. Il fait le 25 mars 1472 un testament dans lequel il mentionne sa femme, Florence de Tournemire, et ses six enfants.
L'un de ses fils, Jacques du Fayet, seigneur du Puy d'Illac et de Girazac, perpétue la branche des seigneurs de Fournols mais qui finit sans descendance antérieurement à la recherche de noblesse de 1666.
Un autre, Naudin du Fayet, écuyer, mari de Catherine de Saint-Germain d'Apchon, rend un hommage en 1502 à raison de la montagne appelée l'Herbe-Soutrane, située sur le territoire de la paroisse du Falgoux, et fait son testament en 1513.
Il laisse quatre fils dont l'aîné, Guy du Fayet, écuyer, seigneur de la Borie, épouse Françoise de Valrus et fait son testament le 7 décembre 1540.
L'arrière petit-fils de ce dernier, François du Fayet, écuyer, seigneur de la Borie et de la Tour, sert au ban convoqué par Louis XIII en 1636 et épouse, le 31 janvier 1644, Louise de Tantal. Il était âgé de 50 ans et résidait à Saint-Maurice, dans la prévôté de Mauriac, quand il fut maintenu dans sa noblesse le 5 janvier 1667, sur preuves remontant au testament du 25 mars 1472, par jugement de Bernard de Fortia, intendant d'Auvergne.
François du Fayet laisse, entre autres enfants, deux fils :
- François III du Fayet, seigneur de la Tour et de la Borie, qui épouse, le 7 novembre 1685, Françoise de Roquemaurel.

- Christophe du Fayet, seigneur de Clavières, qui épouse, le 18 janvier 1693, Marguerite d'Anjolie, héritière des fiefs de la Vaissière et de Saigne-Montel. Ce dernier, dont la descendance paraît ne pas avoir tardé à s'éteindre, a seize enfants; trois de ses filles sont admises à la Maison royale de Saint-Louis en 1710, 1715 et 1719. [2]

Son frère, François, a, entre autres enfants, deux fils :
- Christophe du Fayet de la Tour, né à Saint-Vincent le 23 août 1687, admis en 1706 parmi les pages de la Petite-Écurie, marié en 1721 à Elisabeth Broquin, dont le fils, Jean-Baptiste-Christophe, né en 1741, marié en 1777 à Jeanne de Ribier, décédé à Saint-Vincent en 1817, fit en 1790 des preuves de noblesse pour obtenir l'admission à la Maison royale de Saint-Louis d'une de ses filles, Marie-Anne, mariée dans la suite à M. Journiac.

- Roger du Fayet de la Tour, seigneur de la Bastide, chevau-léger, chevalier de Saint-Louis, marié en 1738 à Marguerite Eybraïl de Peyrissac, dont un fils, François, né en 1741 à Liginiac, fit en 1756 des preuves de noblesse pour être admis à l'École militaire et dont une fille, Jeanne, mariée dans la suite à M. de Masson de Saint-Félix et décédée à Liginiac en 1823, fit en 1753 les mêmes preuves pour être admise à Saint-Cyr.[2]

M. du Fayet de la Tour prit part en 1789 aux assemblées de la noblesse tenues à Tulle.
La famille du Fayet de La Tour est membre de l'Association d'entraide de la noblesse française, depuis 1945.

## Personnalités
- Jean-Baptiste du Fayet de la Tour, fils de Jean-Baptiste-Christophe du Fayet de la Tour, est maire de Saint-Vincent de 1815 à 1830, puis de Saint-Vincent-de-Salers de 1839 à 1848.
- Firmin du Fayet de la Tour, fils du précédent, médecin et maire de Saint-Vincent-de-Salers de 1848 à 1878 puis de 1888 à 1893.
- Henry du Fayet de la Tour, frère du précédent, maire de Fontanges de  1870 à 1904 puis de 1912 à 1919.
- Henri du Fayet de La Tour, fils de Firmin, maire de Saint-Vincent de Salers de 1893 à 1896, numismate.
- Jacques du Fayet de la Tour, maire de Saint-Vincent de Salers de 1977 à 1983.

## Alliances
Les principales alliances de la famille du Fayet de La Tour sont : de Tournemire, de Saint-Germain d'Apchon, Eybraïl de Peyrissac, de Masson de Saint-Félix, de Lassus Saint-Geniès.